# Batalla de Beaugency (1429)
La batalla de Beaugency (també coneguda com a Batalla de Villorceau-Josnes) es va lliurar entre el 16-17 de juny de 1429 i representa la tercera de les victòries de Joana d'Arc en la seva Campanya del Loira a l'estiu d'aquell any. Destinada a assegurar un estratègic pont, Beaugency forma part de l'últim segment de la Guerra dels Cent Anys.

## Antecedents
La vall del Loira, i els ponts que creuen el riu, estaven en mans dels anglesos des de feia temps, i era vital per al Regne de França recuperar-los. La idea dels anglesos era utilitzar les ciutats que custodiaven els ponts de la vall del riu Loira com a caps de platja per emprendre una gegantina operació ofensiva que, en teoria, els donaria el control absolut sobre tot el territori francès. Per evitar-ho, Joana d'Arc va emprendre les operacions per recapturar la vall del Loire després d'alliberar Orleans del setge al qual estava sotmesa. La decisió de Joana fou atacar la vall per conquerir els ponts i assegurar el trànsit, els subministraments i les comunicacions entre el sud i el nord de França amb vista a futurs atacs contra les zones ocupades per l'enemic.
La campanya del Loira representava, a més, la primera operació militar ofensiva i decidida executada pels francesos en el curs d'una generació. El principal pont de la regió a Orleans havia estat destruït pels anglesos en comprendre que Joana els aixecaria el setge, de manera que els ponts de Jargeau, Meung-sur-Loire i Beaugency, que feia anys que els anglesos havien conquerit, s'havien convertit en prioritat indiscutible.
Trencant els codis normals en les guerres de setge medievals, Joana no va atacar les fortificacions enemigues (castell i ciutat) de Meung-sur-Loire després d'apoderar-se del pont. En comptes d'això, va atacar la ciutat veïna de Beaugency l'endemà, que, al revés que l'altra ciutat, tenia les seves fortificacions dins de la ciutat i no voltant-la. El castell amb la seva enorme torre encara es conserva i mostra una imponent imatge de força i resistència.

## Campanya del Loira

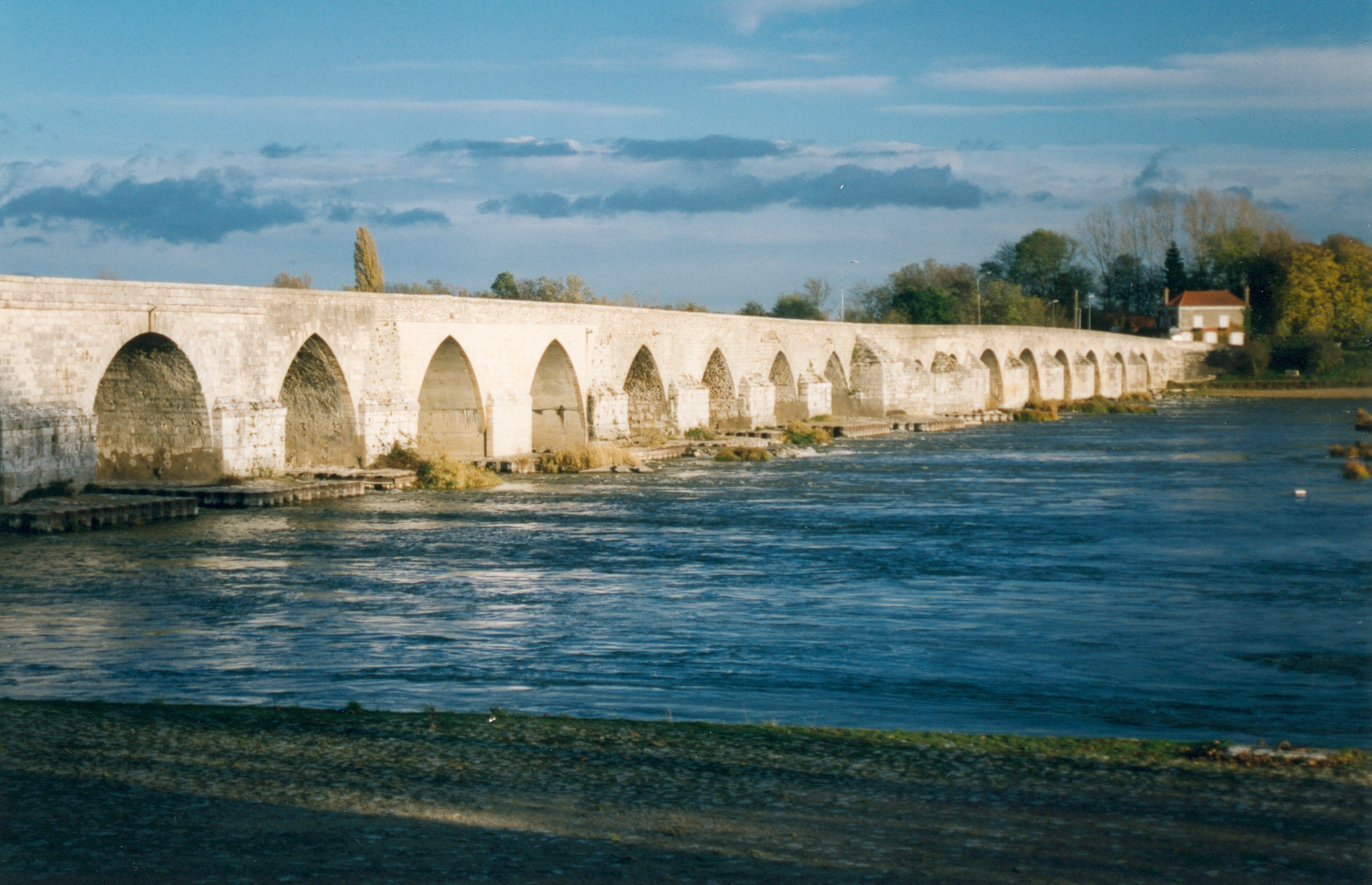
El pont en disputa, perfectament conservat.

El principal pont de la regió (a Orleans) havia estat destruït pels anglesos en comprendre que Joana els aixecaria el setge, de manera que els altres s'havien convertit en prioritat indiscutible.
El Conestable Artur III de Bretanya, que havia lluitat contra els anglesos, després a favor d'ells i ara estava caient en desgràcia a la cort, principalment a causa de la seva enemistat amb el duc Joan II d'Alençon, va reunir una important força de més de 1.000 cavallers fortament armats i es va dirigir cap a la vall del riu per a prestar auxili a Joana d'Arc, que tenia greus problemes de reclutament. Tot i les murmuracions d'Alençon en contra de Richemont, Joana va acceptar la seva ajuda. Aquesta decisió li costaria molt cara, perquè temps després Joana mateixa cauria al seu torn en desgràcia per haver confraternitzat amb un enemic de la cort com Artur.

## Comandants
Per la part anglesa, el comandant encarregat de defensar Beaugency va ser John Talbot, comte de Shrewsbury. Joana d'Arc manava l'exèrcit francès. La seguien en la cadena de comandament Joan II d'Alençon i Artur III de Bretanya. Sota ells es trobaven els capitans Gilles de Rais, Jean Poton de Xaintrailles i Étienne de Vignolles, La Hire.

## Batalla

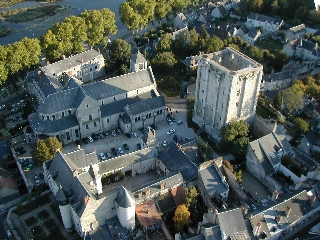
El castell de Beaugency, avui. Compareu la torre quadrada (a dalt a la dreta) amb el dibuix antic que encapçala aquest article.

Tot just començat l'atac de la Donzella d'Orleans, els anglesos, superats en nombre, es van refugiar a la torre quadrada. Com solia fer-ho, Joana els va atacar amb artilleria.
Artur III de Bretanya i el seu miler de guerrers van arribar aquella mateixa tarda, i en percebre que una altra gran força enemiga de suport s'aproximava, John Talbot va començar a pensar a rendir-se. Els comandants francesos també havien rebut informes d'intel·ligència que deien que una altra força de suport, aquesta vegada anglesa, venia des de París al comandament de John Fastolf per ajudar a aixecar el setge, el que també els s'inclinava a acceptar una rendició ràpida.
El moment oportú per fi va arribar, evitant una apocal·líptica confrontació entre Richemont i Fastolf en camp obert, mentre Alençon i Joana lluitaven contra Talbot a les muralles. El comandant anglès va oferir rendir-se, el que va ser acceptat per Alençon. Els caps francesos van estendre als supervivents anglesos salconduits per abandonar la regió.

## Conseqüències
Ja lliure d'enemics a la seva esquena, Joana va fer que les seves tropes es reagrupessin i es va dirigir immediatament a atacar els anglesos, aquesta vegada en camp obert, en el que seria la decisiva batalla de Patay.
Els èxits obtinguts en les tres ciutats riberenques van renovar la confiança i les esperances franceses que van conduir després a les ofensives contra Reims i París. L'agressivitat de Joana va deixar com a saldo innombrables morts, ferits o presoners entre els més capacitats i competents caps anglesos, i va delmar considerablement les temibles forces d'arquers armats amb arcs llargs.